# Каталонська співдружність

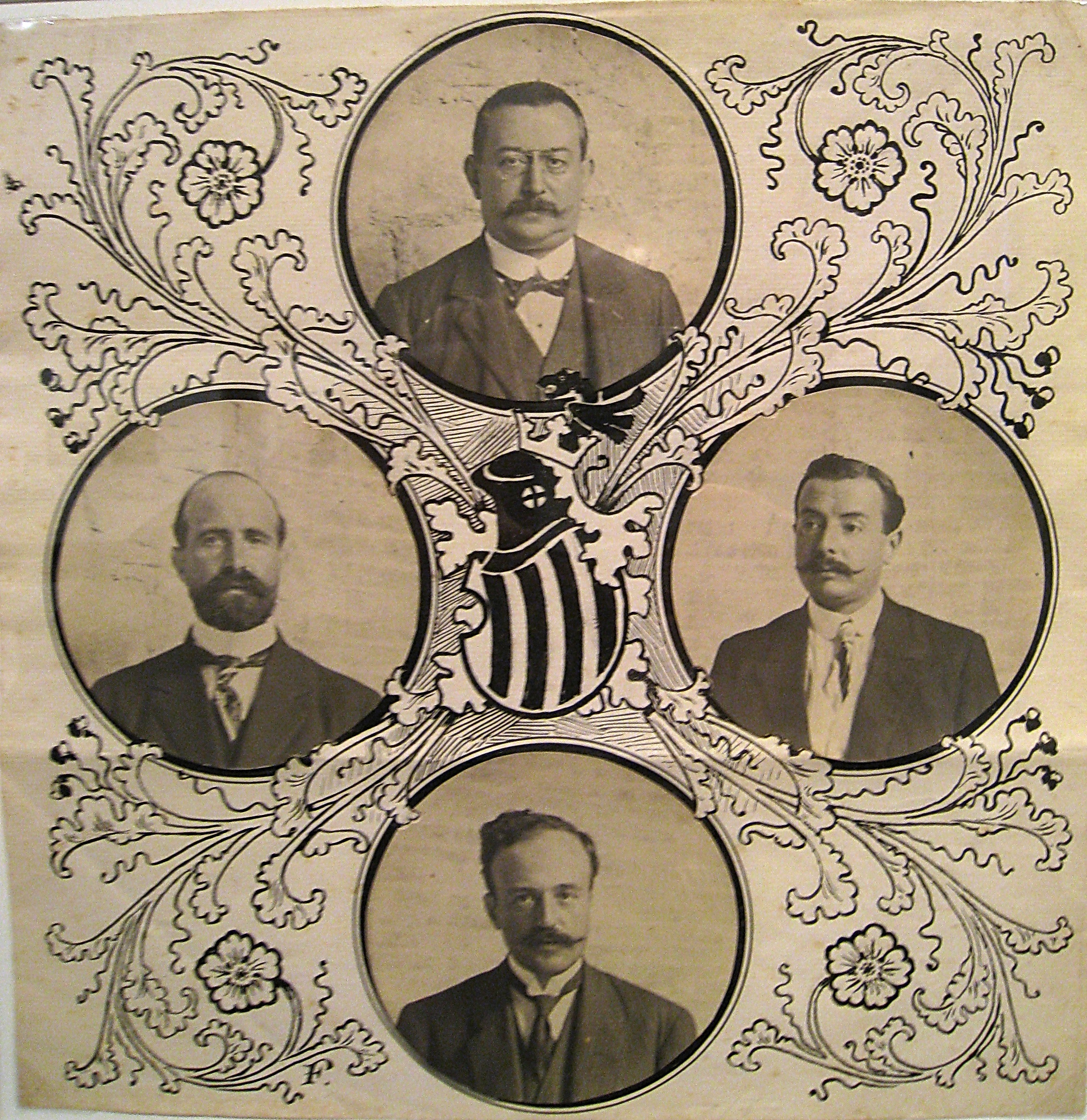
Президенти чотирьох каталонських провінцій часів Каталонської співдружності.

Каталонська співдружність (кат. Mancomunitat de Catalunya) — адміністративна структура, яка з 6 квітня 1914 р. до 20 березня 1925 р. об'єднувала 4 каталонські провінції : Барселону, Жирону, Таррагону та Льєйду.
Указ про дозвіл провінціям об'єднуватися у адміністративні спільноти (що іншими словами означало створення Каталонської співдружності) було підписано королем 18 грудня 1913 р. Вперше з 1714 р. іспанською владою було визнано існування каталонської спільноти на офіційному рівні.
Першими двома президентами Каталонської співдружності стали Анрік Прат-да-ла-Ріба та відомий архітектор Жузеп Пуч-і-Кадафалк (кат. Josep Puig i Cadafalch). Найголовнішими здобутками Співдружності стала модернізація інфраструктури Каталонії - прокладення телефонних ліній, управління портами, оптимізація структури доріг, залізниці, введення нових технологій у сільському господарстві тощо.
У цей період було також створено Інститут каталонських студій, Бібліотеку Каталонії, Промислову школу (кат. Escola Industrial), Вищу школу мистецтв (кат. Escola Superior de Belles Arts), Школу місцевої адміністрації (кат. Escola de l'Administració Local).
Особливо важливим стала підтримка адміністрацією Співдружності орфографічних норм сучасної каталанської мови, розроблених лінгвістом Пумпеу Фаброю (кат. Pompeu Fabra).
Каталонська співдружність не мала великих політичних повноважень, але за її прикладом згодом були сформовані Автономна область Каталонія та інші автономні області Іспанії, а також Жанаралітат Каталонії. Каталонська співдружність була ліквідована генералом Мігелем Прімо де Ріверою.